# Liste des monuments historiques de Wommelgem
Cette page regroupe l'ensemble des monuments classés de la commune belge de Wommelgem.
| Objet | Statut du classement? | Année de construction/architecte | Section communale | Adresse               | Coordonnées                      | Numéro d'inventaire | Illustration |
| --- | --------------------- | -------------------------------- | ----------------- | --------------------- | -------------------------------- | ------------------- | --- |
| (nl) Schoolgebouw 1878, museum                                                                                                | Oui                   |                                  | Wommelgem         | Dasstraat 25          | 51° 12′ 14″ nord, 4° 31′ 16″ est | 14295               | Téléverser |
| (nl) Guddegemhoeve, boerderij                                                                                                 |                       |                                  | Wommelgem         | Doornaardstraat 91    | 51° 12′ 54″ nord, 4° 30′ 42″ est | 14298               | Téléverser |
| (nl) Beirens Tipsor, hoeve |                       |                                  | Wommelgem         | Draaiboomstraat 4     | 51° 12′ 48″ nord, 4° 29′ 49″ est | 14299               | Téléverser |
| (nl) Herenhuis |                       |                                  | Wommelgem         | Herentalsebaan 731    | 51° 11′ 50″ nord, 4° 31′ 35″ est | 14417               | Téléverser |
| (nl) Kasteel Hulgenrode |                       |                                  | Wommelgem         | 't Serclaesdreef 34   | 51° 11′ 26″ nord, 4° 30′ 20″ est | 14418               | Téléverser |
| (nl) Arbeidershuizen |                       |                                  | Wommelgem         | Jan Moonsstraat 15    | 51° 12′ 20″ nord, 4° 31′ 25″ est | 14419               | Téléverser |
| (nl) Huisje neogotiek | Oui                   |                                  | Wommelgem         | Jan Moonsstraat 23    | 51° 12′ 21″ nord, 4° 31′ 24″ est | 14420               | Téléverser |
| (nl) Hofke Moons, gebouw en koetshuis                                                                                         | Oui                   |                                  | Wommelgem         | Jan Moonsstraat 25    | 51° 12′ 23″ nord, 4° 31′ 23″ est | 14421               | Téléverser |
| (nl) Pomp, 1848 | Oui                   |                                  | Wommelgem         | Kerkplaats            | 51° 12′ 15″ nord, 4° 31′ 24″ est | 14422               | Téléverser |
| Pilori (nl) Kaak ou schandpaal                                                                                                | Oui                   |                                  | Wommelgem         | Kerkplaats            | 51° 12′ 14″ nord, 4° 31′ 23″ est | 14423               | alt=Pilori (nl) Kaak ou schandpaal                                                                                                |
| Église paroissiale Saint-Pierre-et-Paul (nl) Parochiekerk van Sint-Petrus en Paulus                                           | Oui                   |                                  | Wommelgem         | Kerkplaats            | 51° 12′ 16″ nord, 4° 31′ 24″ est | 14424               | alt=Église paroissiale Saint-Pierre-et-Paul (nl) Parochiekerk van Sint-Petrus en Paulus                                           |
| (nl) Dubbelhuis |                       |                                  | Wommelgem         | Kerkplaats 8          | 51° 12′ 16″ nord, 4° 31′ 22″ est | 14426               | Téléverser |
| (nl) Arbeidershuisjes |                       |                                  | Wommelgem         | Kerkplaats 10         | 51° 12′ 17″ nord, 4° 31′ 22″ est | 14427               | Téléverser |
| (nl) Arbeidershuisjes |                       |                                  | Wommelgem         | Kerkplaats 13         | 51° 12′ 17″ nord, 4° 31′ 22″ est | 14427               | Téléverser |
| (nl) Arbeidershuisjes |                       |                                  | Wommelgem         | Kerkplaats 9          | 51° 12′ 17″ nord, 4° 31′ 22″ est | 14427               | Téléverser |
| Ancien presbytère (nl) Herberg Den Roeff, pastorie, rijhuis                                                                   |                       |                                  | Wommelgem         | Kerkplaats 16         | 51° 12′ 16″ nord, 4° 31′ 27″ est | 14428               | alt=Ancien presbytère (nl) Herberg Den Roeff, pastorie, rijhuis                                                                   |
| (nl) Dubbelhuis, neoclassicisme                                                                                               |                       |                                  | Wommelgem         | Kerkplaats 28         | 51° 12′ 13″ nord, 4° 31′ 23″ est | 14430               | Téléverser |
| (nl) Gemeentehuis, eclectisme 1886-87                                                                                         |                       |                                  | Wommelgem         | Kerkplaats 29         | 51° 12′ 12″ nord, 4° 31′ 22″ est | 14431               | Téléverser |
| (nl) Moffenhoeve, boerderij                                                                                                   |                       |                                  | Wommelgem         | Moffenhoeven 30       | 51° 12′ 07″ nord, 4° 30′ 20″ est | 14432               | Téléverser |
| (nl) Hof Sompeken of Withof en hoeven                                                                                         | Oui                   |                                  | Wommelgem         | Oelegemsteenweg 10    | 51° 12′ 57″ nord, 4° 31′ 58″ est | 14433               | Téléverser |
| (nl) Hof Sompeken of Withof en hoeven                                                                                         | Oui                   |                                  | Wommelgem         | Oelegemsteenweg 12    | 51° 12′ 58″ nord, 4° 31′ 57″ est | 14433               | Téléverser |
| (nl) Hof Sompeken of Withof en hoeven                                                                                         | Oui                   |                                  | Wommelghem        | Oelegemsteenweg 14    | 51° 12′ 58″ nord, 4° 31′ 57″ est | 14433               | Téléverser |
| (nl) Boerderij |                       |                                  | Wommelghem        | Oelegemsteenweg 17    | 51° 12′ 58″ nord, 4° 32′ 06″ est | 14436               | Téléverser |
| (nl) Hoeve |                       |                                  | Wommelghem        | Oelegemsteenweg 154   | 51° 13′ 05″ nord, 4° 33′ 23″ est | 14437               | Téléverser |
| (nl) Hofke Roose, koetshuis van kasteel                                                                                       |                       |                                  | Wommelghem        | Roosekapellaan 7      | 51° 12′ 16″ nord, 4° 29′ 28″ est | 14438               | Téléverser |
| (nl) Schranshoeve, hoeve |                       |                                  | Wommelghem        | Schranshoevebaan 35   | 51° 12′ 00″ nord, 4° 30′ 34″ est | 14439               | Téléverser |
| (nl) Pachthoeve van kasteel Selsaete, nu schuur                                                                               |                       |                                  | Wommelghem        | Selsaetenstraat 35    | 51° 12′ 04″ nord, 4° 32′ 10″ est | 14440               | Téléverser |
| (nl) Boerderij XIX |                       |                                  | Wommelghem        | Selsaetenstraat 37    | 51° 12′ 02″ nord, 4° 32′ 08″ est | 14441               | Téléverser |
| Dépendance de service du château de Selsaete (nl) Dienstgebouw van kasteel Selsaete                                           |                       |                                  | Wommelghem        | Selsaetenstraat 42    | 51° 12′ 05″ nord, 4° 32′ 01″ est | 14442               | alt=Dépendance de service du château de Selsaete (nl) Dienstgebouw van kasteel Selsaete                                           |
| Château de Selsaete (ou Manoir brûlé), actuellement maison de repos (nl) Kasteel Selsaete ou Verbrand Hof, nu bejaardentehuis | Oui                   |                                  | Wommelghem        | Selsaetenstraat 50    | 51° 11′ 59″ nord, 4° 31′ 52″ est | 14443               | alt=Château de Selsaete (ou Manoir brûlé), actuellement maison de repos (nl) Kasteel Selsaete ou Verbrand Hof, nu bejaardentehuis |
| (nl) Pachthoeve kasteel Selsaete, nu tuinbouwbedrijf                                                                          | Oui                   |                                  | Wommelghem        | Selsaetenstraat 53    | 51° 11′ 55″ nord, 4° 31′ 53″ est | 14444               | Téléverser |
| (nl) Lindenberg, dubbelhuis circa 1880                                                                                        |                       |                                  | Wommelghem        | Sint-Damiaanstraat 21 | 51° 12′ 07″ nord, 4° 31′ 23″ est | 14445               | Téléverser |
| (nl) Boerderij, nu woonhuis                                                                                                   |                       |                                  | Wommelghem        | Ternesselei 301       | 51° 12′ 44″ nord, 4° 29′ 47″ est | 14447               | Téléverser |
| (nl) Sint-Joannaklooster, dubbelhuis                                                                                          |                       |                                  | Wommelghem        | Torenstraat 34        | 51° 12′ 18″ nord, 4° 31′ 30″ est | 14448               | Téléverser |
| Chapelle Saint-Jean (nl) Sint-Janskapel                                                                                       | Oui                   |                                  | Wommelghem        | Uilenbaan             | 51° 12′ 48″ nord, 4° 31′ 22″ est | 14449               | alt=Chapelle Saint-Jean (nl) Sint-Janskapel                                                                                       |
| (nl) Hof Ternessen, gebouwen                                                                                                  |                       |                                  | Wommelghem        | Uilenbaan 9           | 51° 12′ 44″ nord, 4° 30′ 00″ est | 14450               | Téléverser |
| (nl) Hof Kandonklaar, bibliotheek                                                                                             |                       |                                  | Wommelghem        | Volkaertslei 39       | 51° 12′ 22″ nord, 4° 29′ 30″ est | 14451               | Téléverser |
| (nl) Molenhuis, woonstalhuis                                                                                                  |                       |                                  | Wommelghem        | Wiekenstraat 7        | 51° 12′ 02″ nord, 4° 31′ 19″ est | 14454               | Téléverser |
| (nl) Fort | Oui                   |                                  | Wommelghem        | Fort II straat 41     | 51° 12′ 09″ nord, 4° 29′ 39″ est | 87764               | (nl) Fort |